# Abul Hasnat Muhammad Kamaruzzaman
Abul Hasnat Muhammad Kamaruzzaman, né en 1926 à Râjshâhi, dans la Présidence du Bengale, aux Indes britanniques, et décédé le 3 novembre 1975 à Dacca, au Bangladesh, est un politicien bangladais, un ministre du gouvernement et un membre éminent de la Ligue Awami. Kamaruzzaman, membre du gouvernement moudjibnagar, a été assassiné avec Syed Nazrul Islam, Muhammad Mansur Ali et Tajuddin Ahmed lors des assassinats commis le 3 novembre 1975 à la prison centrale de Dhaka.

## Jeunesse
Qamaruzzaman est né en 1926 dans la ville de Râjshâhi dans la province du Bengale (maintenant au Bangladesh). Il a obtenu des diplômes en économie de l'université de Calcutta en 1946 et un diplôme en droit de l'université de Rajshahi en 1956. Il a commencé à pratiquer le droit après son admission au barreau du district de Rajshahi. En tant qu'étudiant, Qamaruzzaman est devenu actif dans la Ligue musulmane et a travaillé pour le mouvement pour le Pakistan.

## Carrière politique
Qamaruzzaman a rejoint la Ligue Awami en 1956. Il a été élu à l'Assemblée nationale du Pakistan en 1962, 1965 et de nouveau en 1970. À la fin des années 1960, il est arrivé à la tête du parti national, devenant un proche allié de Sheik Mujib. Pendant la guerre de libération du Bangladesh, Kamaruzzaman a été ministre des secours et de la réhabilitation dans le gouvernement provisoire du Bangladesh formé à Mujibnagar. Après la création du Bangladesh, il a été élu au parlement national pour le district de Rajshahi en 1973. Ministre de l'Intérieur du cabinet de Mujib, le premier ministre de l'Intérieur du Bangladesh indépendant, il a démissionné le 18 janvier 1974, pour occuper le poste de président de la Ligue Awami. En 1975, Kamaruzzaman est nommé ministre de l'Industrie et membre du comité exécutif de la Ligue Krishak Sramik Awami du Bangladesh (BAKSAL).

## Mort
Après l'assassinat du Sheikh Mujibur Rahman le 15 août 1975, Qamaruzzaman a été arrêté par le régime du nouveau président Khondaker Mostaq Ahmad et emprisonné dans la prison centrale de Dhaka avec Tajuddin Ahmed, Syed Nazrul Islam et Muhammad Mansur Ali. Ces quatre hauts responsables politiques de la Ligue Awami ont été tués le 3 novembre 1975 par des officiers de l'armée qui étaient responsables de la mort de Mujib.

## Vie privée
Abul Hasnat Muhammad Kamaruzzaman est le père de AHM Khairuzzaman Liton.